# 斯古拉
斯古拉（印尼語：Sekura）是印度尼西亞西加里曼丹省三發縣直落吉拉末鎮下轄的村之一，為直落吉拉末鎮的政府駐地及經濟中心。斯古拉位於三發河畔，被三發河分隔與三發鎮分成兩岸，由三發30分鐘左右。

## 名稱
名稱取自印尼語翻譯，當地華人把Sekura譯作斯古拉（客家話：Si Ku Lak）。

## 交通
因被三發河分開，去斯古拉只能用渡輪或小艇抵達，由丹戎加達（Tanjung Katat）碼頭乘渡輪到直落加郎（Teluk Kalong）碼頭，然後續用汽車或摩托車到達。也可以由丹戎加達碼頭用小艇直到斯古拉碼頭。